# Високі Ґарб
Високий Гарб (пол. Wysoki Garb, нім. Auxkallen) — село в Польщі, у гміні Дубенінки Ґолдапського повіту Вармінсько-Мазурського воєводства.
У 1975-1998 роках село належало до Сувальського воєводства.